# Ramanspridning
Ramanspridning är inelastisk spridning av ljus eller annan elektromagnetisk strålning genom växelverkan med elektroniska, magnetiska eller vibrationella excitationer i materia. Ramanspektroskopi är den experimentella metod där materia undersöks med hjälp av ramanspridning.

## Ramanspridningsprocessen

Skiss som visar schematisk hur ramanspridningsprocessen går till, och hur fotonens energi förändras i spridningsprocessen.

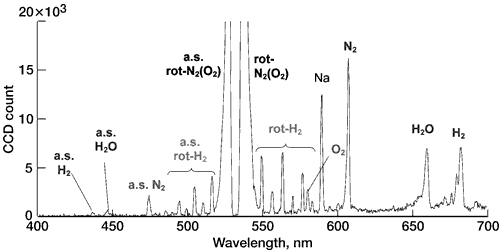
Exempel på ett ramanspektrum som visar både anti-Stokes-spridningen (på vänstra sidan) och Stokes-spridningen (på högra sidan). Den skarpa toppen mitt i spektrumet motsvarar laservåglängden. Objektet för mätningen var en vätgasförbränning i luft vid högt tryck.

Det mest typiska fallet av ramanspridning är när en foton sprids mot en molekyl, och i processen förlorar en bestämd mängd energi genom att excitera molekylens specifika vibrationstillstånd. Ramanspridning kan dock beskrivas mer allmängiltigt än så. Inelastisk spridning av ljus (fotoner) kan ske från molekyler i gas- eller vätskefas, men även från fasta material. I processen kan fotonens energi antingen förbli oförändrad (Rayleigh-spridning), minska till följd av att materian exciterats (Stokes-spridning, ger rödskift) eller öka till följd av att materian deexciterats (anti-Stokes-spridning, ger blåskift). Stokes- och anti-Stokes-spridning betraktas båda som ramanspridning. De excitationer som fotonen växelverkar med är ofta vibrationer, men de kan även vara magnetiska eller elektroniska till sin natur. 
Skillnaden i intensitet mellan Stokes-spridningen och anti-Stokes-spridningen är temperaturberoende. En molekyl (eller annan materia) har vid högre temperatur en större sannolikhet att återfinnas i ett energitillstånd över grundtillståndet, något som kan beskrivas av statistisk fysik. Eftersom anti-Stokes-spridningen endast kan ske från molekyler som befinner sig i det högre tillståndet, ökar sannolikheten för den processen vid högre temperatur. På motsvarande sätt minskar sannolikheten att återfinna en molekyl i grundtillståndet.

## Historia
Ramaneffekten är uppkallad efter upptäckaren Chandrasekhara Venkata Raman, som fick Nobelpriset i fysik 1930 för sitt arbete med att beskriva inelastisk spridning av ljus. Oberoende av Raman demonstrerade Grigori Landsberg och Leonid Mandelstam existensen av inelastisk ljusspridning ungefär samtidigt. Raman hann publicera sina resultat endast veckor före sina konkurrenter, vilket är anledningen till att effekten bär hans namn och att det var han som belönades med Nobelpriset. Det är intressant i sammanhanget att existensen av effekten hade visats teoretiskt av Adolf Smekal ett antal år innan det experimentella beviset.

## Tillämpningar

### Ramanspektroskopi
Ramanspridning är på grund av att ljus kan spridas från så många olika typer av excitationer ett mycket mångsidigt spektroskopiskt verktyg. Metoden används för grundforskning inom flera discipliner inom fysik, kemi och bioteknik. Ramanspektroskopi används som verktyg inom kriminalteknik och gemmologi och det finns en utbredd användning inom läkemedelsindustrin. 

### Raman LIDAR
Med en Raman LIDAR detekteras energiförlusten och molekylens sammansättning kan därmed identifieras. Typiskt används detta för att mäta densitet av vattenånga eller kvävgas i atmosfären.